# Malleola
Malleola es un género de orquídeas epifitas originarias de Assam hasta Taiwán. Comprende 46 especies descritas y de estas, solo 32 aceptadas. Se encuentra en las Islas Andaman hasta el sur de China (Yunnan) y Papua.

## Taxonomía
El género fue descrito por J.J.Sm. & Schltr. y publicado en Repertorium Specierum Novarum Regni Vegetabilis, Beihefte 1(13): 979. 1913.

## Especies aceptadas
A continuación se brinda un listado de las especies del género Malleola aceptadas hasta marzo de 2013, ordenadas alfabéticamente. Para cada una se indica el nombre binomial seguido del autor, abreviado según las convenciones y usos.
1. Malleola aberrans (Schltr.) J.J.Sm.
2. Malleola andamanica N.P.Balakr. & N.Bhargava
3. Malleola batakensis (Schltr.) Schltr.
4. Malleola bicruris (J.J.Sm.) Garay
5. Malleola brevisaccata J.J.Sm.
6. Malleola cladophylax (Schltr.) J.J.Sm. & Schltr.
7. Malleola constricta Ames
8. Malleola culicifera (Ridl.) Garay
9. Malleola dentifera J.J.Sm.
10. Malleola eburnea W.Suarez & Cootes
11. Malleola flammea Boos, Cootes & W.Suarez
12. Malleola forbesii (Ridl.) J.J.Sm.
13. Malleola gautierensis J.J.Sm.
14. Malleola glomerata (Rolfe) P.F.Hunt
15. Malleola honhoffii Schuit. & A.Vogel
16. Malleola insectifera (J.J.Sm.) J.J.Sm. & Schltr.
17. Malleola juliae P.O'Byrne
18. Malleola kawakamii (J.J.Sm.) J.J.Sm. & Schltr.
19. Malleola ligulata (J.J.Sm.) J.J.Sm.
20. Malleola lyonii Ames
21. Malleola pallida (Schltr.) Schltr.
22. Malleola palustris (J.J.Sm.) J.J.Sm. & Schltr.
23. Malleola penangiana (Hook.f.) J.J.Sm. & Schltr.
24. Malleola punctata J.J.Wood & A.L.Lamb
25. Malleola sanguinicors P.O'Byrne & J.J.Verm.
26. Malleola seidenfadenii Christenson
27. Malleola serpentina (J.J.Sm.) Schltr.
28. Malleola sphingoides J.J.Sm.
29. Malleola steffensii (Schltr.) J.J.Sm. & Schltr.
30. Malleola sylvestris (Ridl.) Garay
31. Malleola wariana Schltr.
32. Malleola witteana (Rchb.f.) J.J.Sm. & Schltr.